# Madonna Benson
La Madonna Benson è un dipinto olio su tavola (58,9x43,7 cm) unanimemente attribuito ad Antonello da Messina e databile al 1474-1477 circa. L'opera è conservata nella National Gallery of Art di Washington.

## Storia
In precedenza la tavola, che già faceva parte della Collezione Graham di Londra, fu di proprietà del banchiere e collezionista d'arte inglese Robert Henry Benson. Nel 1927, l'opera apparve negli Stati Uniti d'America presso un privato di Long Island; quindi, dal 1936, passò al banchiere Andrew W. Mellon che, l'anno successivo, la donò al nascente museo di Washington.
L’attribuzione ad Antonello fu ipotizzata nel 1913 dallo studioso Bernard Berenson e quindi accolta unanimemente dal resto della critica. Prima di allora il dipinto ebbe plurime attribuzioni: a un anonimo di scuola vicentina , a Marcello Fogolino, a Iacobello De Antonio, figlio di Antonello.

## Descrizione e stile
Le due figure, nella volumetria e nella plasticità dei corpi che ricordano le sculture coeve, sono rappresentante in un evidente atteggiamento di legame affettuoso; il Bambino, divertito, gioca con lo scollo dell'abito della Madre. Questa appare molto delicata e irreale, nella sua chiarezza eburnea ed è un esempio di come la perfetta sottomissione al rigore dello stile si associa a un lirismo espressivo che conferisce alla scena inflessioni tenere e familiari. L'ambientazione ariosa all'aperto ed il dialogo tra il Bambino e la Vergine ricordano le opere di Giovanni Bellini che Antonello ebbe modo di vedere durante un suo viaggio a Venezia nel 1474: fatto questo che smentisce ipotesi avanzate da alcuni critici di datazioni antecedenti a quell'anno.